# 梁成 (前秦)
梁成（？—383年），是前秦將領，父親為前秦鎮北大將軍梁平老。於西元383年洛澗之戰戰敗身亡。
前秦苻堅派遣梁成率五萬人屯於洛澗，謝玄派遣劉牢之以精卒五千抵擋。劉牢之率參軍劉襲、諸葛求等趁夜渡水，斬殺梁成及其弟梁雲等秦將，又分兵斷其歸津，秦步騎奔潰，爭赴淮水，拋屍一萬五千具。